# Максимов, Игнатий сын Шпилин
Игнатий Максимов сын Шпилин (?—1651, Москва) — русский колокольный и пушечный мастер, ученик Андрея Чохова.

## Биография
Игнатий Максимов сын Шпилин работал в Москве на Пушечном дворе в первой половине XVII века. Упоминается в документах Пушкарского приказа, «Дворцовых разрядах» под 1607, 1621 и 1651.
В 1607 году был отправлен в Кирилло-Белозерский монастырь для отливки двух колоколов. 5 марта 1621 царь Михаил Фёдорович пожаловал Игнатию Максимову «4 аршина без чети сукна настрафилю лазоревого» за то что он «вылил колокол к Василью Блаженному, да колокол набатной к Тайницким воротам, да пять колоколов вестовых в розные городы». 1 июля 1621 года царь вновь пожаловал мастера сукнами за то что он вместе с учеником Ильёй Гавриловым под руководством Андрея Чохова отлил четыре колокола для колокольни Ивана Великого. Спустя 6 дней Игнатий Максимов вновь был одарен сукнами за переливку старого колокола Вознесенского монастыря. В том же 1621 году вместе с Андреем Чоховым он отлил ещё один колокол для колокольни Ивана Великого весом 1600 кг, который позднее получил название «Глухой».
К концу XX века сохранилось два колокола Игнатия Максимова, которые находятся на колокольне Ивана Великого.